# Oospila matura
Oospila matura är en fjärilsart som beskrevs av Louis Beethoven Prout 1933. Oospila matura ingår i släktet Oospila och familjen mätare. Inga underarter finns listade i Catalogue of Life.